# Gruta de Inti Huasi

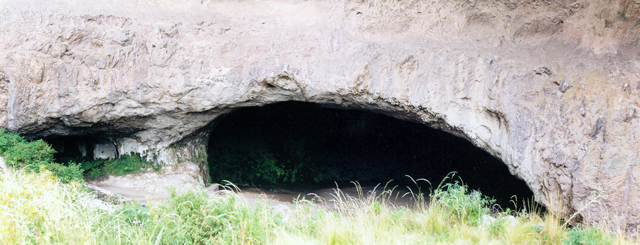
Panorámica de la gruta en 1997

La gruta de Inti Huasi es un domo andesítico de origen volcánico situado en la zona central de las sierras de San Luis en el Departamento Coronel Pringles, a 20 km de La Carolina y a 100 km de la ciudad capital provincial de San Luis, en la República Argentina.
Esta gruta es considerada como uno de los yacimientos arqueológicos prehistóricos más importantes de América y es visitada por más de 20 000 personas cada año. En 2024 fue declarada patrimonio histórico cultural de San Luis.

## Topónimo
Actualmente se desconoce el nombre original (probablemente henia-kamiare). El nombre relativamente actual Inti Huasi proviene del quechua y significa "Casa del Sol" (inti=sol, wasi= casa). Es de notar que este nombre no corresponde a la etnia que creó el yacimiento arqueológico Puntano sino que le fue dado tras la conquista española (siglo XVII) debido a que los misioneros cristianos usaron como lengua vehicular para la catequesis al quechua.
Se conforma por dos socavones poco profundos que se encuentran protegidos naturalmente por una amplia arcada que conforma un vestíbulo natural.

## Historia
Una amplia arcada, de origen volcánico, servía de defensa contra el sol del verano y las lluvias invernales. Siendo esta arcada el sitio más seco y de mayor luminosidad de toda la caverna. El hombre llegó a estos sitios cuando la temperatura había alcanzado extremos tales que generaron un proceso de desertización y la cuenca de los lagos estaba enormemente disminuida.
Los Intihuasi desaparecieron para reaparecer 300 años después, en el 5900 a. C., cuando la región había adquirido su fisonomía actual, para dedicarse a la cacería y la recolección de frutos, tales como los del algarrobo criollo (Prosopis). A partir de ese momento, la vida en el territorio sanluiseño se transformó y quedó reducida a las márgenes de las sierras de San Luis. 
Cuando en el año 2000 a. C. ingresaron, los grupos que traían los fundamentos incipientes de la agricultura y ganadería, el hombre ya no pudo hacer sus traslados temporarios de acuerdo al clima de la época y comienza a buscar zonas intermedias para su asentamiento.
A partir del año 700 d. C. comienzan a generarse grupos aldeanos en los pequeños valles protegidos que permitieron, en sus partes más bajas y húmedas, los cultivos. Mientras que las paredes del embudo que constituían esos valles, sirvieron para el pastoreo del ganado. Las pampas altas y los lugares incultos continuaron aportando la cuota de caza y recolección de diversos frutos. 
Las condiciones de las sierras no pudieron permitir jamás otro patrón que el de la aldea dispersa. Hoy, muchos de esos grupos aldeanos se han convertido en las poblaciones de distinta importancia que pueblan el actual Valle de Conlara.

### Historia de investigación sobre la gruta de Inti Huasi
Germán Ave - Lallemant (Alemania 1835 o 1836, San Luis 1910) agrimensor y hombre de ciencia que llegó a San Luis para realizar exploraciones mineras en los yacimientos auríferos de La Carolina.
Su obra principal (publicada en 1888) fue "Memoria descriptiva de la Provincia de San Luis".
Su principal contribución arqueológica fue la primera mención sobre la gruta de INTIHUASI en las actas de la academia Nacional de Ciencias: "De esta misma arcilla resultan unos  pedazos de cuarzo, trabajados perfectamente en forma de punta de flecha, una de éstas he visto que me dicen haberse hallado en el mismo punto, cuyos dos filos están labrados en una forma de zic zaque curioso. Excavaciones hechas dentro de la cueva, darían resultados arqueológicos y geológicos interesantes" (Lallemant 1875;108).

#### Contexto histórico de trabajo
Época de política nacional en donde se crean los Colegios Nacionales en el país. En 1872 queda conformado el Colegio Nacional en San Luis, y Lallemant fue designado rector interino del mismo. Desde ese ámbito llevó adelante sus investigaciones publicando contribuciones sobre la flora, la fauna agricultura, arqueología, minería y costumbres puntanas.
H. Burmeister (Stralsund, Alemania 1807- Buenos Aires 1892) incursionó por San Luis en marzo de 1857, (con apoyo de Alberdi , Urquiza y la Confederación Argentina) siguiendo el camino real.
Su libro de viajes (muy criticado por Viganti y Wappaus) fue publicado en alemán, sin detalles de la arqueología de San Luis.
Ameghino, F. (Luján 1854 - Buenos Aires 1911), trabajó en la academia Nacional de Ciencias de Córdoba donde revisó materiales de Intihuasi (sin visitarla) colocándolos en etapas sucesivas de más antiguo a más modernos (1885). Su llegada marcó la aparición del primer paradigma científico del país: "El Evolucionismo".
González, Alberto Rex (Pergamino, 1918 - Buenos Aires 2012) realizó los primeros fechados de la historia de Sudamérica con materiales recuperados de la excavación de Intihuasi.

## Interés científico
El interés científico por el sitio se remonta al año 1875 cuando fue estudiada por el geólogo alemán Luis Brackebusch quien publicó un voluminoso estudio sobre las sierras de San Luis, en ese entonces el recinto servía como corral de bovinos, cabras o equinos quienes depositaron con sus heces un considerable sedimento que fue removido durante las exhaustivas excavaciones arqueológicas dirigidas en 1951 por el arqueólogo, antropólogo y médico argentino Alberto Rex González.

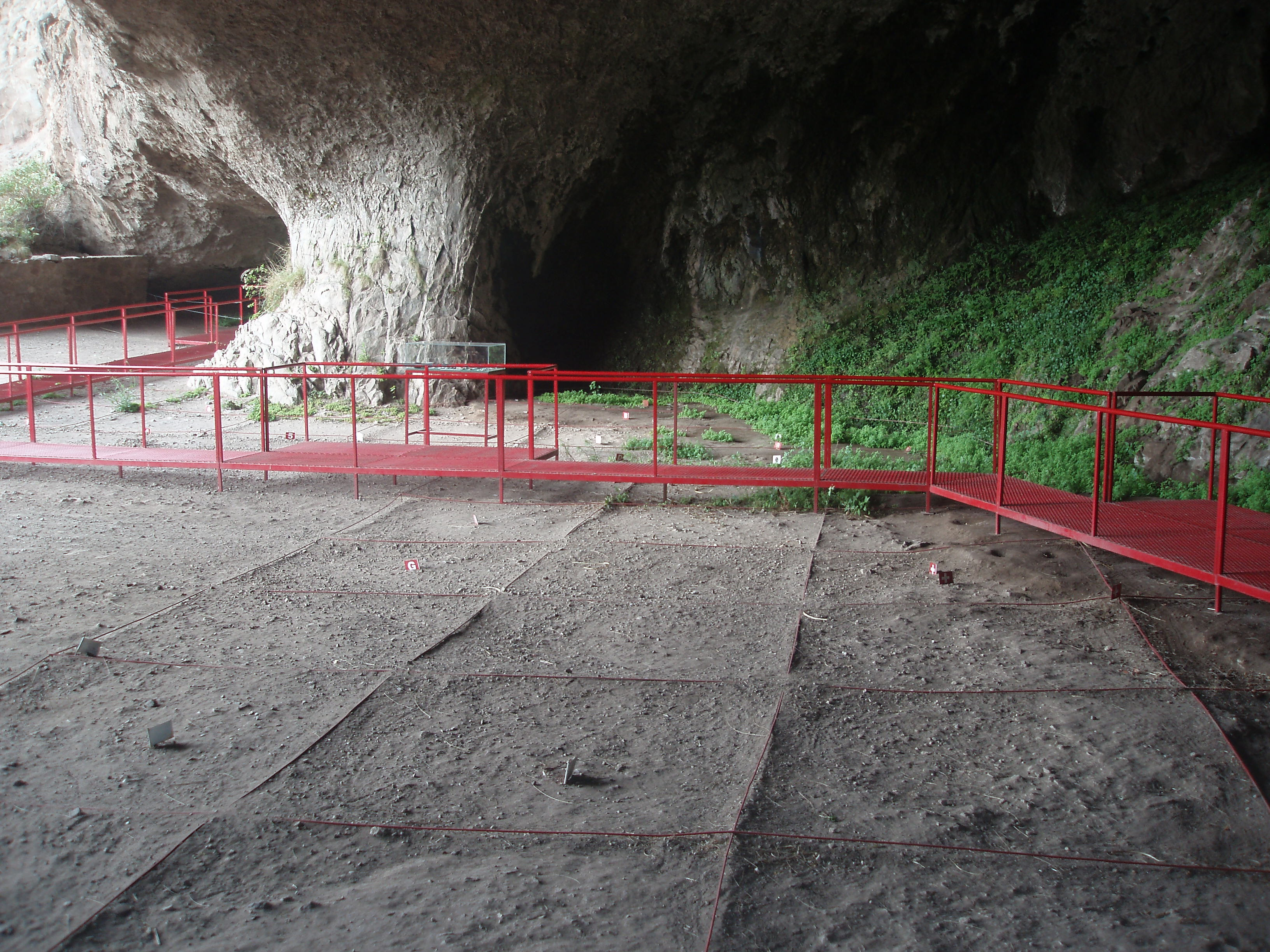
Aspecto actual de la gruta de Inti Huasi.

La excavación arqueológica dio sorprendentes resultados sobre la historia de la gruta identificando en sus estratos más antiguos los contextos de la cultura precerámica Ayampitin, fechándose los restos de los niveles estratigráficos inferiores por el método de carbono 14, el primero efectuado en la República Argentina. Los resultados de las pruebas de radiocarbono remontaron la antigüedad del primer asentamiento humano de la gruta en 6200 a. C. 
Vialidad de la provincia de San Luis, mientras efectuaba excavaciones frente al talud del Cerro Intihuasi en el año 1948, debido al trazado de un camino que llegaba al recinto, puso al descubierto gran cantidad de objetos lÍticos, utensilios de huesos, pinturas rupestres y restos humanos.
Ante este hallazgo, se designó al Dr. Alberto Rex González para realizar los trabajos de investigación en el año 1951.
Las pinturas rupestres que existieron en el faldón rocoso al fondo de la cueva se fueron perdiendo paulatinamente hasta desaparecer totalmente debido filtraciones de agua en las rocas, grietas producidas por los movimientos sísmicos de la zona, siendo los más importantes los ocurridos durante la década de 1970.

## Material hallado en los niveles estratigráficos durante la excavación arqueológica de 1951
Nivel I

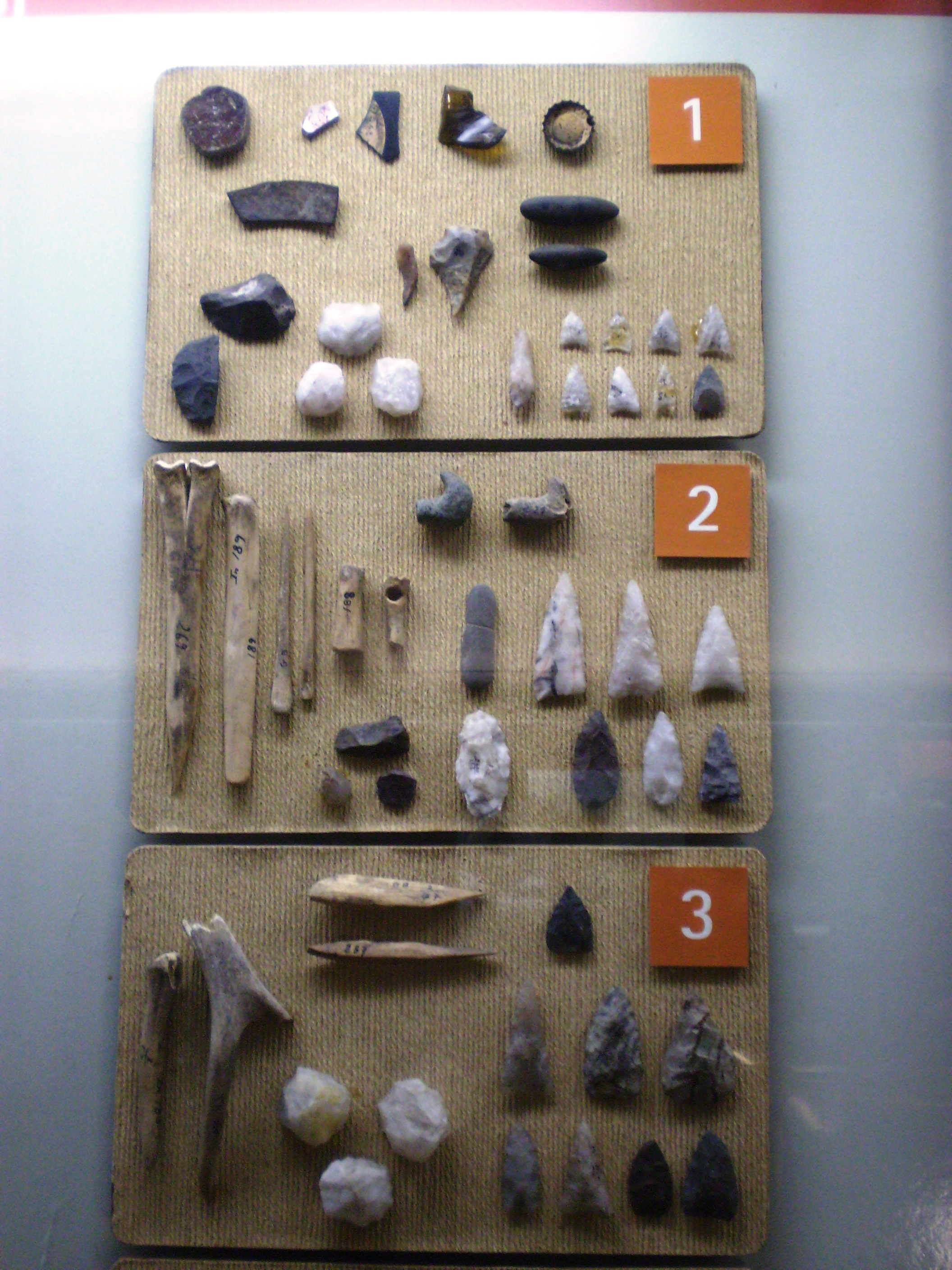
Vitrina dedicada a la excavación de la gruta de Inti Huasi, Museo de Ciencias Naturales de La Plata. Provincia de Buenos Aires, Argentina.

Aproximadamente 500-1500 d. C.
Periodo más tardío con cerámicas. Punta de proyectil pequeñas con base escatolada y barbas salientes.

Predominio de la calcedonia como material utilizado en la confección de las puntas de flecha.
Predominio de los colores amarillo y rojo empleado por igual tanto para la preparación del mástique- como para la pintura corporal.
Alfarería lisa tosca.
Los entierros de esa época se realizaron en posición genupectoral y se determinó la deformación craneana tabular erecta.
Una mano de mortero decorada con motivos pintados en rojo, indica tempranas influencias del NOA principalmente desde la llamada actualmente Cultura Condorhuasi
Nivel II
Aproximadamente 1000 a. C.
Puntas triangulares sin pedúnculo y puntas lanceoladas. Raspadores de diversas clases. Molinos y moletas. Dos tipos de ganchos de propulsor en hueso y piedra (estólicas o átlatl). raederas o cuchillos de pizarra. Cuentas circulares. Adornos de mica recortada.
Nivel III
Aproximadamente 3000 a. C.

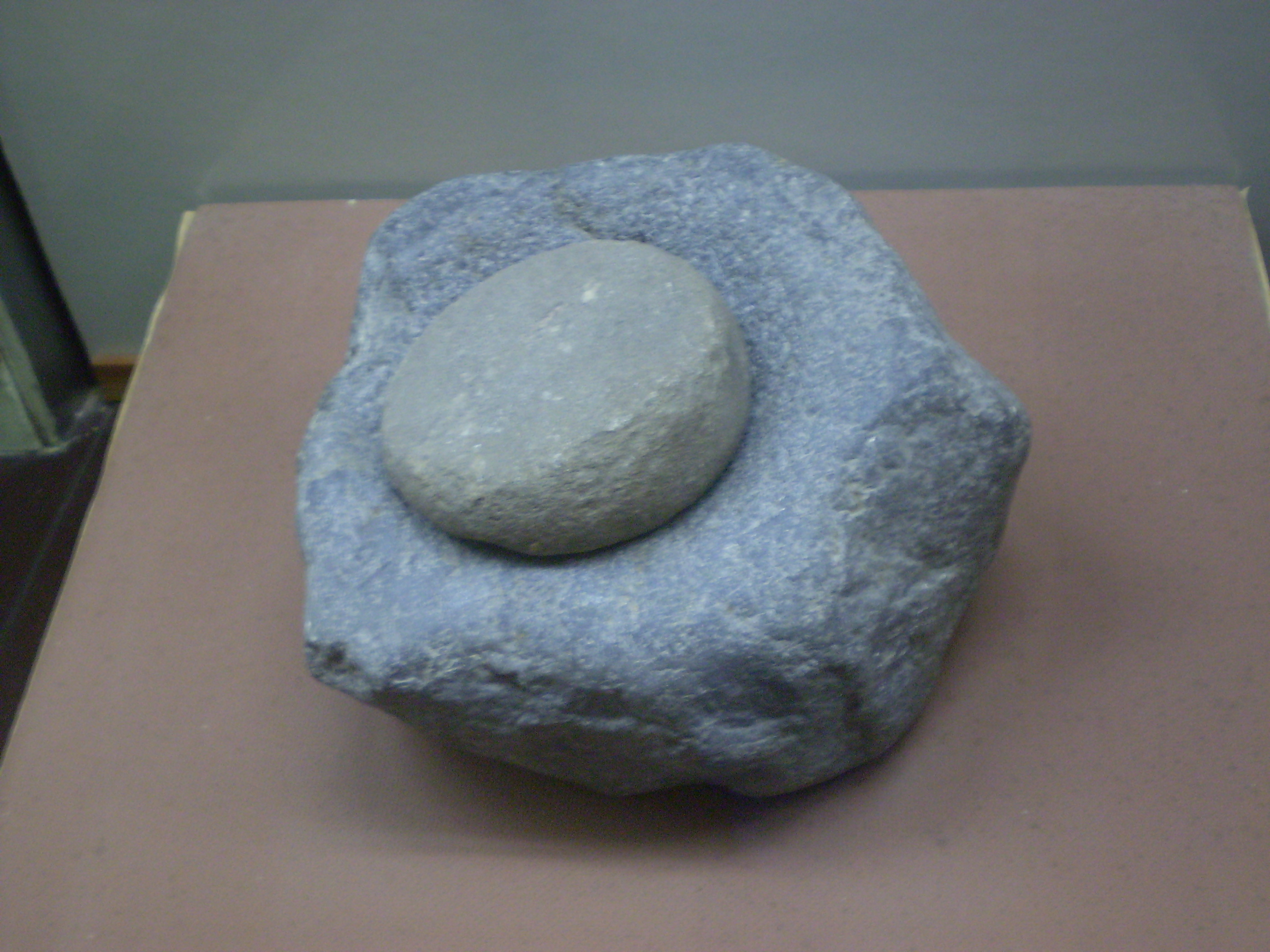
Mortero proveniente de la excavación de la gruta de Inti Huasi, Museo de La Plata. Buenos Aires, Argentina.

Nivel difícil de definir como una unidad cultural propia. Predominio de puntas de proyectiles grandes.

47 puntas de calcedonia sobre un total de 143.
Nivel IV
Aproximadamente 6000 a. C.
Exclusivamente puntas lanceoladas (dos de calcedonia sobre un total de 57), raspadores grandes circulares, laterales e irregulares. 
Manos de conanas, molinos planos solo de forma irregular. Raederas, perforadores.
Puntas con la base teñida de mástic negro, aunque también se usó pigmento hematítico y adornos óseos perforados.